# بيوي هسبنيولي
بيوي هسبنيولي (الاسم العلمي:Contopus hispaniolensis) (بالإنجليزية: Hispaniolan Pewee)‏ هو نوع من الطيور يتبع جنس البيوي من فصيلة عصافير الملك.